# Eddie Nolan
Edward William „Eddie“ Nolan (* 5. August 1988 in Waterford) ist ein irischer Fußballspieler. Der vielseitig einsetzbare Abwehrspieler entstammt der Nachwuchsakademie der Blackburn Rovers.

## Karriere
2006 kam Nolan aus dem Jugendteam der Blackburn Rovers in die erste Mannschaft. Dort absolvierte er zwar in der Liga kein Spiel, gab aber am 13. Dezember in der Partie gegen AS Nancy-Lorraine sein UEFA-Cup Debüt. Im Jahr 2007 wurde er für einen Monat an Stockport County verliehen. Nach seiner Rückkehr zu den Rovers verlieh ihn der Verein im Winter 2007 an Hartlepool United, wo er auf insgesamt elf Einsätze kam.
Bereits im Oktober 2008 folgte mit Preston North End der nächste Leihklub, der ihn nach drei Monaten zum Jahreswechsel mit einem neuen Vertrag mit einer Laufzeit von 3½ Jahren ausstattete. Als beidfüßiger und mit einer guten Spielübersicht ausgestatteter Linksverteidiger wurde er mit 24 Pflichtspieleinsätzen in der Saison 2008/09 schnell zu einem der Publikumslieblinge, aber nach dem Weggang von Trainer Alan Irvine verschlechterten sich seine Perspektiven zusehend. Er folgte Irvine im Januar 2010 zu Sheffield Wednesday und absolvierte zumeist als Rechtsverteidiger in der ablaufenden Saison 2009/10 auf Leihbasis noch 14 Ligapartien. Da in Preston die sportlichen Aussichten weiter düster blieben, nutzte er im Juli 2010 die nächste Leihofferte und ging zum Ligakonkurrenten Scunthorpe United. Nach Ablauf des Leihgeschäfts wechselte Nolan im Januar 2011 auf fester Vertragsbasis nach Scunthorpe.

## Nationalmannschaft
Nolan war mehrfacher irischer U-21-Auswahlspieler und kam darüber hinaus am 29. Mai 2009 unter Giovanni Trapattoni gegen Nigeria (1:1) zu seinem Debüt in der A-Nationalmannschaft.